# Svätý Anton (kaštel)
Kaštel Svätý Anton (též kaštel Antol či Koháryovský kaštel) je kaštel nacházející se pod lesem v obci Svätý Anton, nedaleko Banské Štiavnice na Slovensku. Je to pozdně barokně-klasicistní zámek s rozsáhlým anglickým parkem. Stavba byla postavena v roce 1744 ve stylu pozdního baroka. Od roku 1985 je chráněn jako národní kulturní památka a je přístupný veřejnosti.
O kaštelu se traduje, že jeho stavba symbolizovala kalendářní rok: má 4 brány (= roční období), 12 komínů (= měsíců), 52 místností (= týdnů) a 365 oken (= dní) 7 arkád (= dní v týdnu). Dnes, po přestavbě, to však již není možné potvrdit.[zdroj⁠?!]

## Historie

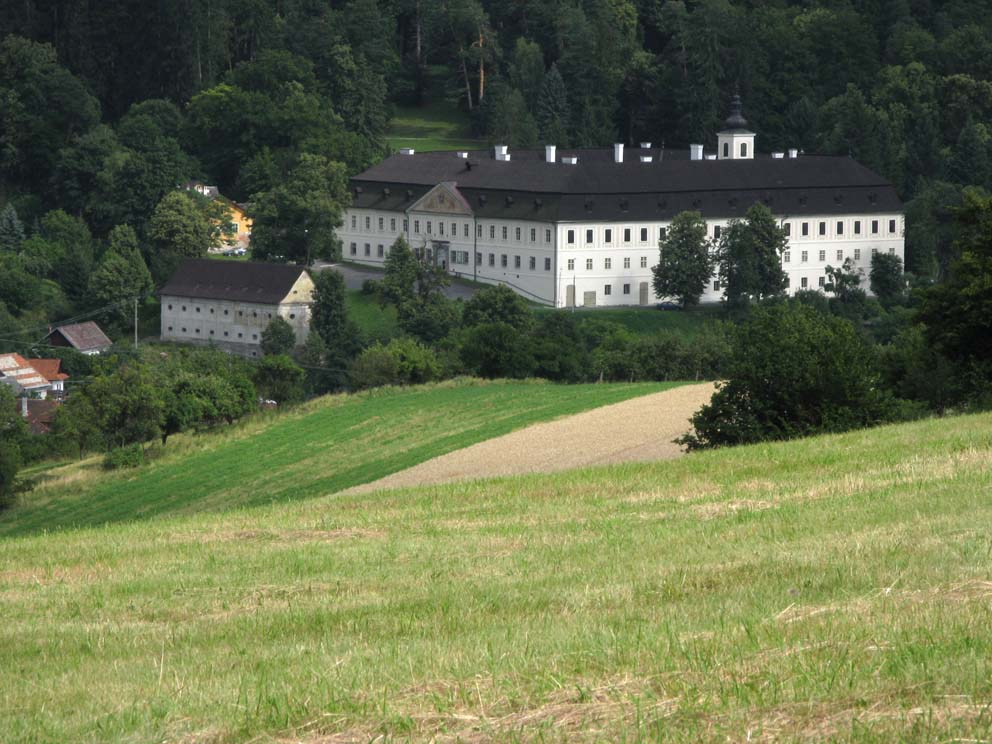
Kaštel Svätý Anton

Od roku 1954 je sídlem Lesnického, dřevařského a mysliveckého muzea, specializovaného celoslovenského muzea s pozoruhodnými přírodovědnými, historickými a uměleckými sbírkami. Expozice, umístěné v kaštelu, podávají přehled o vývoji lesnictví, dřevařství a myslivosti na Slovensku, ale také o dobovém bydlení šlechty (slohový nábytek zejména z 18.–19. století, obrazy a jiné). Pozoruhodná je místnost tapetovaná dobovými ilustracemi zejména z francouzských humoristických časopisů, lovecké zbraně a trofeje, lesnické zařízení a pomůcky a další exponáty.

## Popis
Kaštel obklopuje rozsáhlý anglický park se vzácnými stromy z 18. století. Do kompozice parku jsou začleněny různé druhy drobné architektury, vodopád a jezírko.
Při hlavní cestě před odbočkou ke kaštelu se nachází rokoková kaple svatého Jana Nepomuckého čtvercového půdorysu z let 1755–1758. V kapli se nachází krypta Koháryů.